# Cacau
Cacau (rojstno ime Claudemir Jerônimo Barreto), nemški nogometaš, * 27. marec 1981, São Paulo, Brazilija.
Za nemško reprezentanco je odigral 23 uradnih tekem in dosegel šest golov.